# 熊之平站
熊之平站（日语：／ Kumanotaira eki */?）是曾由日本国有铁道經營的鐵路路線信越本線（現由東日本旅客鐵道經營）沿線一个已廢站的车站，位於日本群馬縣碓冰郡（現時安中市）松井田町大字坂本。

## 車站構造
本站為2面2線的地面車站。在大正時代的車站上下行側線之間，鋪設有通過線，但在第二次世界大戰之後撤銷。由於車站末端即是隧道入口，為防止列車冒進信號與隧道內的對向列車相撞，車站亦設有折返式路線以保證行車安全。車站降級為信號場的末期，具有了閉塞界限的功能。此外本站亦在1893年至1963年9月30日期间存在使用轨道供电的齿轨铁路，并且在附近有为齿轨铁路供电的变电站，亦在齿轨铁路停用后改建，直至車站及路線廢止後一併停用。

## 歷史
- 1893年（明治26年）4月1日：開通使用，作為列車煤水補給站而設置。
- 1906年（明治39年）10月1日：升級為鐵路車站。
- 1918年（大正7年）3月7日：車站內發生脫線事故。
- 1950年（昭和25年）6月9日：車站內發生大規模崩落事故。
- 1966年（昭和41年）2月1日：車站降級為信號場。
- 1987年（昭和62年）4月1日：国铁分割民营化，成为东日本旅客铁道的一个车站。
- 1997年（平成9年）9月30日：因北陸新幹線（當時為東京至長野段，稱「長野新幹線」）開通，本站停止使用。

## 車站周邊
- 国道18号（舊道）
- 舊中山道
- 碓冰第三橋樑
- 碓冰湖

## 相鄰車站
日本國有鐵道
■ 信越本線（廢止區間）
丸山信號場－熊之平－矢崎信號場